# Riesco (Insel)
Riesco (spanisch Isla Riesco) ist eine große Insel im Süden Chiles. Administrativ gehört die Insel zur Gemeinde Río Verde in der Región de Magallanes y de la Antártica Chilena. Sie ist benannt nach dem chilenischen Präsidenten Germán Riesco.

## Geographie
Riesco liegt westlich der Brunswick-Halbinsel, von der sie durch Bucht Seno Otway getrennt ist. Im Nordosten trennt der nur wenige Hundert Meter breite Canal Fitz Roy die Insel vom patagonischen Festland, im Südwesten bildet die rund 2 km breite Magellanstraße die Grenze zu den Inseln des Feuerland-Archipels, insbesondere zur Insel Santa Inés. Und im Nordwesten ist sie nur durch eine sehr schmale Meerenge von der Muñoz-Gamero-Halbinsel getrennt, mit der sie bis 1904 gar noch als zusammenhängend angesehen wurde. Riesco ist etwa 120 km lang, bis zu 75 km breit und weist eine Fläche von 5.110 km² auf, was sie zur viertgrößten Insel Chiles macht. Riesco ist durch zahlreiche Buchten und Fjorde zark zerklüftet und erreicht im Cerro Ladrillero eine Höhe von 1682 m über dem Meer.